# مریم محبی
مریم محبی (زادهٔ ۶ بهمن ۱۳۷۸) یک دوندهٔ دو سرعت اهل ایران است.
مریم نخستین تجربهٔ بین‌المللی خود را در رقابت‌های دوومیدانی قهرمانی نوجوانان آسیا در سال ۲۰۱۷ به‌دست‌آورد که در رشتهٔ دو ۴۰۰ متر با زمان ۵۵٫۹۴ به مدال برنز دست یافت. سپس در مسابقات قهرمانی دو و میدانی نوجوانان جهان در نایروبی شرکت کرد و در دو ۴۰۰ متر به مرحلهٔ نیمه‌نهایی رسید. او در مسابقات قهرمانی داخل سالن آسیا، با زمان ۵۷٫۷۱ در دو ۴۰۰ متر به مقام ششم رسید، اما به‌همراه تیم ملی ایران در رشتهٔ ۴ در ۴۰۰ امدادی مدال نقره کسب کرد.
مریم محبی در سال ۲۰۱۸ و ۲۰۲۱، قهرمان دو ۴۰۰ متر ایران شد.